# 第4施設群
第4施設群（だいよんしせつぐん、JGSDF 4th Engineer Group(Construction)）は、陸上自衛隊座間駐屯地（神奈川県相模原市南区）に群本部が駐屯する第1施設団隷下の施設科の編合部隊である。

## 概要
第104建設大隊を母体として、1972年（昭和47年）8月に編成された陸上自衛隊で4番目となる施設群である。群長は1等陸佐（二）が充てられ、群本部、本部管理中隊および2個の施設中隊から編成されている。施設科部隊としてさまざまな災害派遣や国際貢献活動で活躍している。

## 沿革
第104建設大隊
- 1961年（昭和36年）8月17日：第104建設大隊が朝霞駐屯地において編成完結。第1施設団隷下に編入。
- 1962年（昭和37年）3月26日：第104建設大隊が朝霞駐屯地から宇都宮駐屯地に移駐。
- 1972年（昭和47年）7月31日：第104建設大隊（宇都宮駐屯地）を廃止。

第4施設群
- 1972年（昭和47年）8月1日：第104建設大隊を基幹として第4施設群が宇都宮駐屯地において新編。

※ 編成（群本部・本部中隊、第305施設中隊～第307施設中隊、第308ダンプ車両中隊、第306施設器材中隊、第312地区施設隊（習志野駐屯地））
- 1984年（昭和59年）3月26日：第308ダンプ車両中隊（宇都宮駐屯地）を廃止。
- 1991年（平成 3年）3月29日：第312地区施設隊（習志野駐屯地）を廃止・改編し、第352施設中隊を習志野駐屯地に新編。
- 2001年（平成13年）3月26日：部隊移駐、施設中隊を機能別に改編[1]。

1. 第3施設群（座間分屯地）廃止に伴い、第4施設群本部が宇都宮駐屯地から朝霞駐屯地座間分屯地に移駐。
2. 第4施設群が座間分屯地司令職務担任部隊に指定。
3. 第305施設中隊～第307施設中隊および第306施設器材中隊（宇都宮駐屯地）、第352施設中隊（習志野駐屯地）を廃止。
4. 第362施設中隊「築城・障害」（宇都宮駐屯地）、第363施設中隊「機動支援」（座間分屯地）、第364施設中隊「交通」（駒門駐屯地）を新編。
5. 第303水際障害中隊を宇都宮駐屯地に新編し、隷下に編合。

- 2002年（平成14年）3月27日：後方支援体制移行に伴い、整備部門を東部方面後方支援隊第102施設直接支援大隊第1直接支援中隊に移管。
- 2008年（平成20年）3月26日：部隊移駐等。

1. 第362施設中隊「築城・障害」が宇都宮駐屯地から古河駐屯地に移駐。
2. 第303水際障害中隊が宇都宮駐屯地から小郡駐屯地に移駐し、第9施設群隷下に編合。

※ 編成（群本部・本部管理中隊、第362施設中隊～第364施設中隊）
- 2011年（平成23年）4月22日：部隊改編。

1. 第362施設中隊「築城・障害」（古河駐屯地）を廃止・改編し、第388施設中隊「築城・障害」を座間駐屯地に、第389施設中隊「築城・障害」（コア部隊）を古河駐屯地に新編。
2. 第363施設中隊「機動支援」（座間分屯地）を廃止・改編し、第390施設中隊「機動支援」を座間分屯地に新編。

- 2013年（平成25年）3月26日：部隊移駐等。

1. 座間分屯地が座間駐屯地に昇格。
2. 中央即応集団司令部が朝霞駐屯地から移駐し、座間駐屯地司令職務を中央即応集団司令部幕僚長に移管。

- 2016年（平成28年）3月27日：第389施設中隊「築城・障害」（古河駐屯地）を廃止。
- 2018年（平成30年）3月27日：部隊移駐等。

1. 第364施設中隊「交通」が駒門駐屯地から座間駐屯地に移駐。
2. 中央即応集団の廃止に伴い、第4施設群が座間駐屯地司令担任部隊に再指定。

- 2021年（令和03年）7月18日：東京2020オリンピック・パラリンピック支援団神奈川地区会場整理支援隊を部隊内に臨時編成。
- 2025年（令和07年）3月23日：第390施設中隊「機動支援」（座間駐屯地）を廃止。

## 部隊編成・駐屯地
編成
- 第4施設群本部
- 本部管理中隊「4施群-本」
- 第364施設中隊「364施」（交通）
- 第388施設中隊「388施」（築城・障害）

駐屯地
- 座間駐屯地（神奈川県相模原市）
  - 群本部および本部管理中隊
  - 第364施設中隊
  - 第388施設中隊

## 整備支援部隊
- 東部方面後方支援隊第102施設直接支援大隊第1直接支援中隊「102施直支-1」（座間駐屯地）：2002年（平成14年）3月27日から

## 主要幹部
| 官職名                        | 階級    | 氏名     | 補職発令日     | 前職                             |
| ----------------------------- | ------- | -------- | -------------- | -------------------------------- |
| 第4施設群長 兼 座間駐屯地司令 | 1等陸佐 | 橋口尚徳 | 2024年03月18日 | 陸上幕僚監部防衛部施設課総括班長 |

| 代 | 氏名       | 在職期間                        | 前職                                                | 後職                                          |
| -- | ---------- | ------------------------------- | --------------------------------------------------- | --------------------------------------------- |
| 01 | 齊藤和治   | 1972年08月01日 - 1974年03月15日 | 第1建設群長                                         | 統合幕僚会議事務局第5幕僚室勤務               |
| 02 | 吉田鐵男   | 1974年03月16日 - 1976年03月15日 | 第5施設団本部高級幕僚                               | 陸上自衛隊施設学校研究部長                    |
| 03 | 濱田恂一   | 1976年03月16日 - 1977年07月31日 | 陸上自衛隊施設補給処保管部長                        | 第1施設団本部勤務                             |
| 04 | 山田典雄   | 1977年08月01日 - 1979年03月15日 | 第4施設団本部高級幕僚                               | 第2施設団副団長                               |
| 05 | 坂本滋     | 1979年03月16日 - 1981年03月15日 | 陸上幕僚監部装備部管理・輸送課 補給管理班長         | 陸上幕僚監部装備部管理・輸送課 企画班長       |
| 06 | 林嘉彦     | 1981年03月16日 - 1983年03月15日 | 陸上幕僚監部調査部調査第2課 調査第4班長             | 東部方面調査隊長                              |
| 07 | 香山卓摩   | 1983年03月16日 - 1985年08月07日 | 東部方面総監部装備部施設課長                        | 北千歳駐屯地業務隊長                          |
| 08 | 秋山日出夫 | 1985年08月08日 - 1987年07月31日 | 西部方面総監部装備部施設課長                        | 陸上自衛隊幹部学校学校教官                    |
| 09 | 後藤尚喜   | 1987年08月01日 - 1989年03月15日 | 第9師団司令部監察官                                 | 岩手駐屯地業務隊長                            |
| 10 | 丹野博雅   | 1989年03月16日 - 1991年07月31日 | 北部方面総監部装備部後方運用課長                    | 陸上自衛隊施設学校総務部長                    |
| 11 | 渡邊正之   | 1991年08月01日 - 1994年03月22日 | 陸上自衛隊施設学校総務部長                          | 東部方面総監部勤務                            |
| 12 | 水野旭     | 1994年03月23日 - 1997年03月25日 | 陸上幕僚監部調査部調査第2課 調査第4班長             | 中央地理隊長 兼 東立川駐屯地司令              |
| 13 | 和田廣志   | 1997年03月26日 - 1999年07月31日 | 陸上自衛隊会計監査隊 東北方面分遣隊長               | 第1空挺団本部勤務                             |
| 14 | 新名進     | 1999年08月01日 - 2001年07月31日 | 陸上幕僚監部装備部施設課 総括班長                   | 東千歳駐屯地業務隊長                          |
| 15 | 堀口英利   | 2001年08月01日 - 2003年07月31日 | 陸上幕僚監部装備部装備計画課 企画班長               | 陸上自衛隊研究本部主任研究開発官              |
| 16 | 渡邊一弘   | 2003年08月01日 - 2006年03月26日 | 陸上幕僚監部監理部総務課 監理班長                   | 第14旅団司令部幕僚長                          |
| 17 | 岩谷要     | 2006年03月27日 - 2007年07月02日 | 陸上幕僚監部防衛部運用課 総括班長                   | 陸上幕僚監部教育訓練部 教育訓練課長           |
| 18 | 深田尚則   | 2007年07月03日 - 2009年03月31日 | 東部方面総監部防衛部訓練課長                        | 第5旅団司令部幕僚長                           |
| 19 | 平栗浩一   | 2009年04月01日 - 2010年07月31日 | 陸上幕僚監部装備部施設課 建設班長                   | 陸上幕僚監部装備部施設課長                    |
| 20 | 石丸威司   | 2010年08月01日 - 2012年08月27日 | 陸上幕僚監部装備部施設課 建設班長                   | 陸上幕僚監部装備部施設課長                    |
| 21 | 山﨑義浩   | 2012年08月28日 - 2014年07月31日 | 陸上幕僚監部装備部施設課 建設班長                   | 統合幕僚学校 国際平和協力センター長           |
| 22 | 武隈康一   | 2014年08月01日 - 2016年07月31日 | 西部方面総監部防衛部防衛課長                        | 統合幕僚監部参事官付計画調整官                |
| 23 | 吉春隆史   | 2016年08月01日 - 2017年12月19日 | 北部方面総監部防衛部防衛課長                        | 陸上幕僚監部人事教育部人事教育計画課 服務室長 |
| 24 | 尼子将之   | 2017年12月20日 - 2020年03月15日 | 陸上自衛隊研究本部研究員                            | 陸上自衛隊施設学校教育部長                    |
| 25 | 小野一也   | 2020年03月16日 - 2022年03月13日 | 統合幕僚監部総括副報道官                            | 中部方面総監部情報部長                        |
| 26 | 本多健二   | 2022年03月14日 - 2024年03月17日 | 陸上幕僚監部運用支援・訓練部 運用支援課運用支援班長 | 第11旅団司令部幕僚長                          |
| 27 | 橋口尚徳   | 2024年03月18日 -                | 陸上幕僚監部防衛部施設課総括班長                    |                                               |

## 主要装備
- 道路障害作業車
- 83式地雷敷設装置
- 92式地雷原処理車
- 81式自走架柱橋
- グレーダ
- 掩体掘削機
- 資材運搬車
- バケットローダ
- トラッククレーン
- タイヤローラ
- 89式5.56mm小銃
- 62式7.62mm機関銃
- 110mm個人携帯対戦車弾
- 3 1/2tトラック / 73式大型トラック
- 1 1/2tトラック / 73式中型トラック
- 1/2tトラック / 73式小型トラック
- 3トン半ダンプ
- 1トン半救急車

## 警備隊区
- 神奈川県中部[5]。相模原市・座間市・平塚市・藤沢市・茅ヶ崎市・秦野市・厚木市・大和市・海老名市・伊勢原市・綾瀬市・寒川町・大磯町・二宮町・愛川町・清川村[5]

## 廃止（改編）部隊
- 1984年（昭和59年）3月26日廃止
  - 第308ダンプ車両中隊「308ダンプ」（宇都宮駐屯地）：
- 1991年（平成3年）3月28日廃止
  - 第312地区施設隊「312地施」（習志野駐屯地）：第352施設中隊（習志野駐屯地）に改編。
- 2001年（平成13年）3月26日廃止
  - 第305施設中隊～第307施設中隊、第352施設中隊、第306施設器材中隊：
- 2011年（平成23年）4月21日廃止
  - 第362施設中隊「362施」（古河駐屯地）：第388施設中隊「築城・障害」、第389施設中隊「築城・障害」（コア部隊）に改編。
  - 第363施設中隊「363施」（座間分屯地）：第390施設中隊「機動支援」に改編。
- 2016年（平成28年）3月28日廃止
  - 第389施設中隊「389施」（古河駐屯地）：「築城・障害」中隊の廃止。
- 2025年（令和07年）3月23日廃止
  - 第390施設中隊「390施」（座間駐屯地）：「機動支援」中隊の廃止。